# Pompeo Cesura

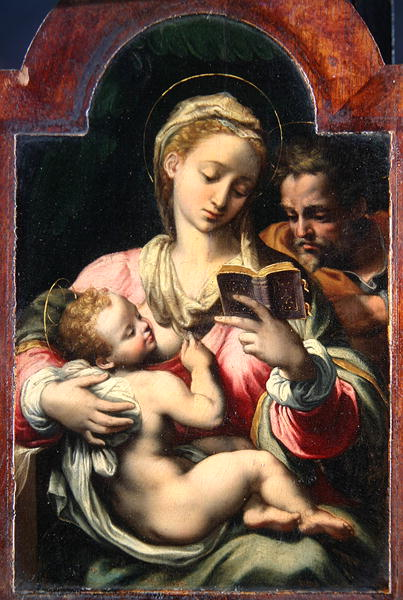
Sagrada Familia

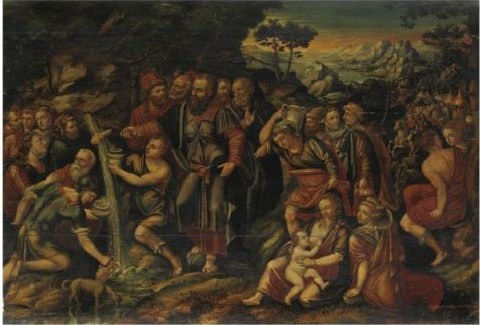
Moisés hace brotar agua de la roca

Pompeo Cesura (L'Aquila, c. 1500-Roma, 1571), pintor y grabador manierista italiano. A veces su nombre figura como Pompeo Censura o Pompeo Aquilano.

## Biografía
Nacido probablemente en Aquila en el seno de una familia noble, habría comenzado el estudio de la pintura como discípulo de Rafael, aunque este punto es dudoso y la evidente filiación manierista de su estilo podría indicar una formación romana, aunque no necesariamente en el taller de Rafael. En todo caso, ya en 1526 estaba de vuelta en su ciudad natal, donde estableció un activo taller, especializado en obras de temática religiosa (Anunciación, Tobías y el ángel, Sagrada Familia). En todo caso su significación artística tiene un ámbito meramente provincial. Su estilo manierista es meramente decorativo, privado de cualquier pretensión dramática, cercano a maestros como Perino del Vaga o Daniele da Volterra.
En 1567 y 1568 realizó con la ayuda de su alumno Cardone algunos arcos triunfales con motivo de las visitas de Marcantonio Colonna y Margarita de Austria a la ciudad de L'Aquila.
Entre los más destacados artistas que se formaron en el seno de su estudio, cabe recordar al abruciano Giovan Paolo Cardone, Giulio Cesare Tedeschi, G. P. Mausonio, Ottavio del Rosso y a Giuseppe Valeriano, importante pintor y arquitecto de gran prestigio en Roma, ciudad en la que Cesura había establecido su taller en los últimos años de su carrera (hacia 1565). Pompeo murió en Roma (1571) mientras trabajaba en la decoración de la iglesia del Santo Spirito.
Cesura fue también escultor, sobre todo en madera. Diversas obras suyas de este tipo se conservan en iglesias de la región de los Abruzos. Parece que también dejó escritos de carácter teórico sobre la pintura.
El grabador Orazio de Sanctis realizó diversos aguafuertes basados en obras de Cesura.

## Obras destacadas

### Pintura
- Visitación del Prado (San Silvestro, L'Aquila)
- Deposición (1542)
- Milagro de San Antonio (San Bernardino, L'Aquila)
- Tobías y el ángel (1565, Museo Nazionale d'Abruzzo, L'Aquila)
- Anunciación (1565, Museo Nazionale d'Abruzzo, L'Aquila)
- Noli me tangere (San Pietro Coppito, L'Aquila)
- Virgen de Loreto con el Niño y los santos Juan Bautista y Máximo (San Massimo, L'Aquila)
- Camino del Calvario (San Giuliano, L'Aquila)

### Escultura
- San Sebastián (San Benedetto, L'Aquila)
- Virgen de los Dolores (Addolorata, L'Aquila)
- San Equizio (Santa Margherita, L'Aquila)
- San Pedro Celestino